# アナタハン島
アナタハン島（アナタハンとう、チャモロ語: Anatåhån）はマリアナ諸島の火山島。北緯16度21分05秒、東経145度40分43秒に位置し、南東約53kmにファラリョン・デ・メディニラ島、北北東約35kmにサリガン島がある。
島の形は東西12km、南北4kmと東西に長い島で、島の最高点は787m。面積は31.21km2で、北部諸島ではパガン島に次いで大きい。

## 歴史
第一次世界大戦で戦勝国となった日本は、マリアナ諸島一帯を委任統治していた。この時代には日本人入植者もおり、島民を使いヤシの栽培がおこなわれていた。第二次世界大戦中にはアメリカ軍のボーイングB-29爆撃機が島内に墜落した。
第二次世界大戦末期に連合国軍がマリアナ諸島一帯にその勢力を広げた結果、島民は島から脱出したが、少数の日本人入植者と軍人、軍属らが残り、1945年から1951年までの間、島ではアメリカ軍の降伏の呼び掛けに応じない日本人男性多数と女性一人が共同生活をしていた。その間に男性が次々といなくなる事件が発生した（アナタハンの女王事件）。
日本人の引き揚げ後、元島民らが帰還した。島の火山に噴火したという記録や言い伝えはなかったが、1990年4月に島で火山性地震が多発したため、島民22名は全員サイパン島に避難した。その後、避難命令が解除され何人かは島に戻ったが、2003年5月11日と2005年4月6日に大規模な噴火を起こし、島民は再び避難生活を余儀なくされている。2007年から2008年にかけても噴火が起こっている。

## ギャラリー

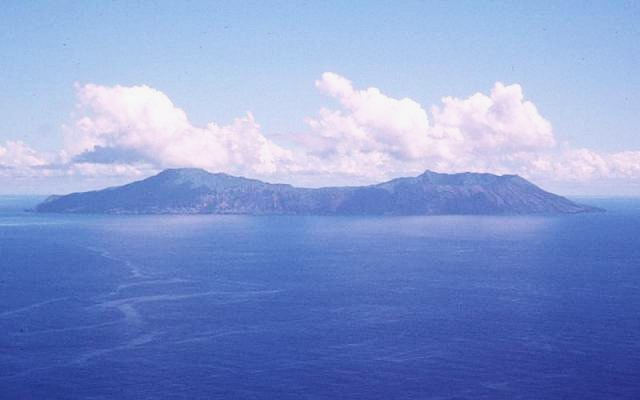
全景
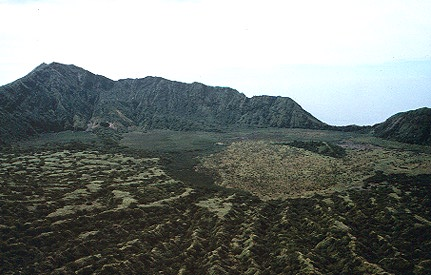
アナタハン島のカルデラ内部（1990年）
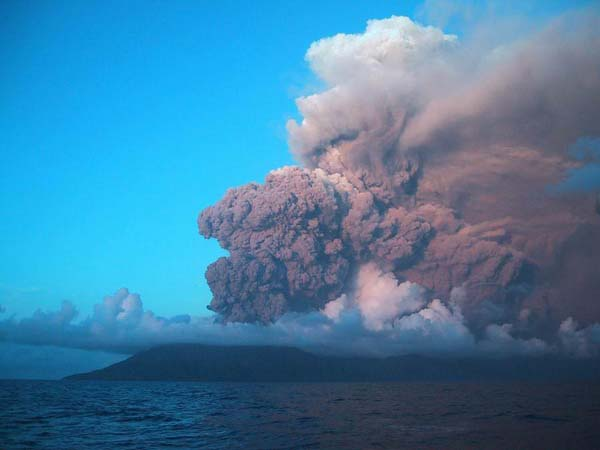
2003年の噴火
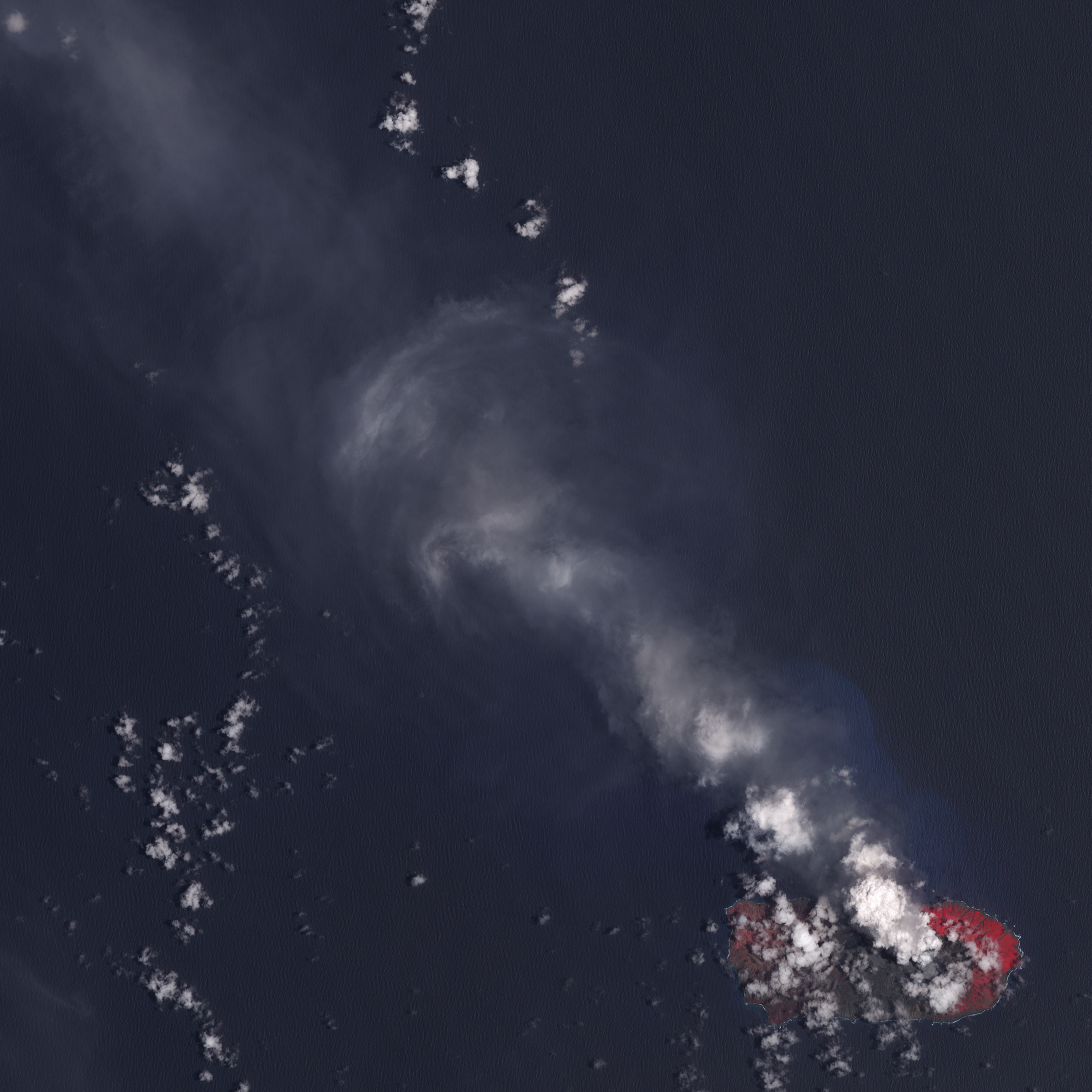
アナタハンからの噴煙（2005年）